# Phacelia infundibuliformis
Phacelia infundibuliformis är en strävbladig växtart som beskrevs av John Torrey. Phacelia infundibuliformis ingår i Faceliasläktet som ingår i familjen strävbladiga växter. Inga underarter finns listade i Catalogue of Life.